# Cheng Chao-tsun
Cheng Chao-tsun (chiń. trad. 鄭兆村; pinyin Zhèng Zhàocūn; ur. 17 października 1993) – tajwański lekkoatleta specjalizujący się w rzucie oszczepem.
W 2009 był drugi na igrzyskach młodzieży Azji oraz na gimnazjadzie. Podczas mistrzostw świata juniorów młodszych w 2009 zajął odległą pozycję w eliminacjach i nie awansował do finału. W lipcu 2010 został wicemistrzem Azji juniorów oraz był ósmy na mistrzostwach świata juniorów. Startował w pierwszej edycji igrzysk olimpijskich młodzieży w 2010 – w zawodach tych uplasował się na czwartym miejscu w finale B. Stawał na podium mistrzostw kraju. Finalista mistrzostw Azji w Kobe (2011) oraz mistrz Azji juniorów z 2012.
Rekord życiowy: 91,36 (26 sierpnia 2017, Tajpej) – do 8 sierpnia 2024 rekord Azji. Do zawodnika należy rekord Chińskiego Tajpej w kategorii juniorów i juniorów młodszych, który do 2013 roku był także rekordem w kategorii seniorów (78,68 w 2010).

## Osiągnięcia
| Rok  | Impreza                                             | Miejsce          | Lokata            | Wynik |
| ---- | --------------------------------------------------- | ---------------- | ----------------- | ----- |
| 2009 | Azjatyckie igrzyska młodzieży                       | Singapur         | 2. miejsce        | 71,97 |
| 2009 | Mistrzostwa świata juniorów młodszych               | Tyrol Południowy | el. – 21. miejsce | 63,21 |
| 2009 | Gimnazjada                                          | Doha             | 2. miejsce        | 71,91 |
| 2010 | Kwalifikacje Azji do igrzysk olimpijskich młodzieży | Singapur         | 1. miejsce        | 71,07 |
| 2010 | Mistrzostwa Azji juniorów                           | Hanoi            | 2. miejsce        | 73,26 |
| 2010 | Mistrzostwa świata juniorów                         | Moncton          | 8. miejsce        | 71,58 |
| 2010 | Igrzyska olimpijskie młodzieży                      | Singapur         | 4. miejsce        | 65,94 |
| 2011 | Mistrzostwa Azji                                    | Kobe             | 11. miejsce       | 67,86 |
| 2012 | Mistrzostwa Azji juniorów                           | Kolombo          | 1. miejsce        | 74,68 |
| 2012 | Mistrzostwa świata juniorów                         | Barcelona        | el. – 18. miejsce | 67,78 |
| 2013 | Uniwersjada                                         | Kazań            | el. – 23. miejsce | 65,38 |
| 2014 | Igrzyska azjatyckie                                 | Inczon           | 5. miejsce        | 81,61 |
| 2015 | Uniwersjada                                         | Gwangju          | 4. miejsce        | 79,35 |
| 2017 | Mistrzostwa Azji                                    | Bhubaneswar      | 6. miejsce        | 80,03 |
| 2017 | Mistrzostwa świata                                  | Londyn           | el. – 22. miejsce | 77,87 |
| 2017 | Uniwersjada                                         | Tajpej           | 1. miejsce        | 91,36 |
| 2018 | Igrzyska azjatyckie                                 | Dżakarta         | 5. miejsce        | 79,81 |
| 2018 | Puchar interkontynentalny                           | Ostrawa          | 2. miejsce        | 83,28 |
| 2019 | Mistrzostwa Azji                                    | Doha             | 1. miejsce        | 86,72 |
| 2019 | Mistrzostwa świata                                  | Doha             | 10. miejsce       | 77,99 |
| 2021 | Igrzyska olimpijskie                                | Tokio            | el. – 30. miejsce | 71,20 |